# Borrowed atoms
Borrowed atoms is het tiende muziekalbum van Radio Massacre International (RMI). Het album werd uitgegeven door hun toenmalige platenlabel Centaur Discs Ltd., die een dubbelalbum binnen de elektronische muziek al een hachelijke onderneming vond. De stroming kende een weliswaar vaste schade fans, maar deze was niet breed. Het album is in de eigen Northern Echo geluidsstudio te Londen opgenomen en is grotendeels door uitgewerkte improvisaties tot stand gekomen. De band gaf ook voor het eerst te kennen, waar de (over het algemeen vreemde) titels over gingen.
Borrowed atom gaat over het leven zelf; wij bestaan uit een aantal bestaande atomen, die wij lenen om vervolgens na het sterven diezelfde atomen weer terug te geven, waarna er nieuw materiaal ontstaat. Plastered in Paris is een deel van een citaat van cosmonaut Neil Armstrong: "The moon is essentially grey, no colour, like plastered in paris" (paris is hier gifgroen). Het nummer kreeg een wrange bijbetekenis; in de nacht van 30 augustus op 31 augustus 1997 toen RMI optrad tijdens de KLEMdagen verongelukte Lady Diana Spencer in Parijs. Build gaat daarbij over het (op)bouwen van een sequencer, zowel het apparaat als de muziek.  

## Musici
- Steve Dinsdale – synthesizers
- Duncan Goddard – gitaar, synthesizers
- Gary Houghton - synthesizers

## Muziek
| Nr. | Titel                                              | Duur  |
| --- | -------------------------------------------------- | ----- |
| 1.  | Plastered in Paris                                 | 17:07 |
| 2.  | Rite of spring (soort hommage aan Igor Stravinski) | 17:13 |
| 3.  | Borrowed atoms                                     | 16:05 |
| 4.  | Horizon                                            | 18:37 |

| Nr. | Titel        | Duur  |
| --- | ------------ | ----- |
| 1.  | Build        | 30:27 |
| 2.  | Blakey Ridge | 19:30 |
| 3.  | 30 years     | 16:21 |

Er bleven nog wat opnamen achter, deze verschenen op Bothered atoms.